# Qianjiang (Hubei)
Pour les articles homonymes, voir Qianjiang.
Qianjiang (chinois : 潜江市 ; pinyin : qiánjiāng shì) est une ville vice-préfecture de la province du Hubei en Chine.

## Histoire

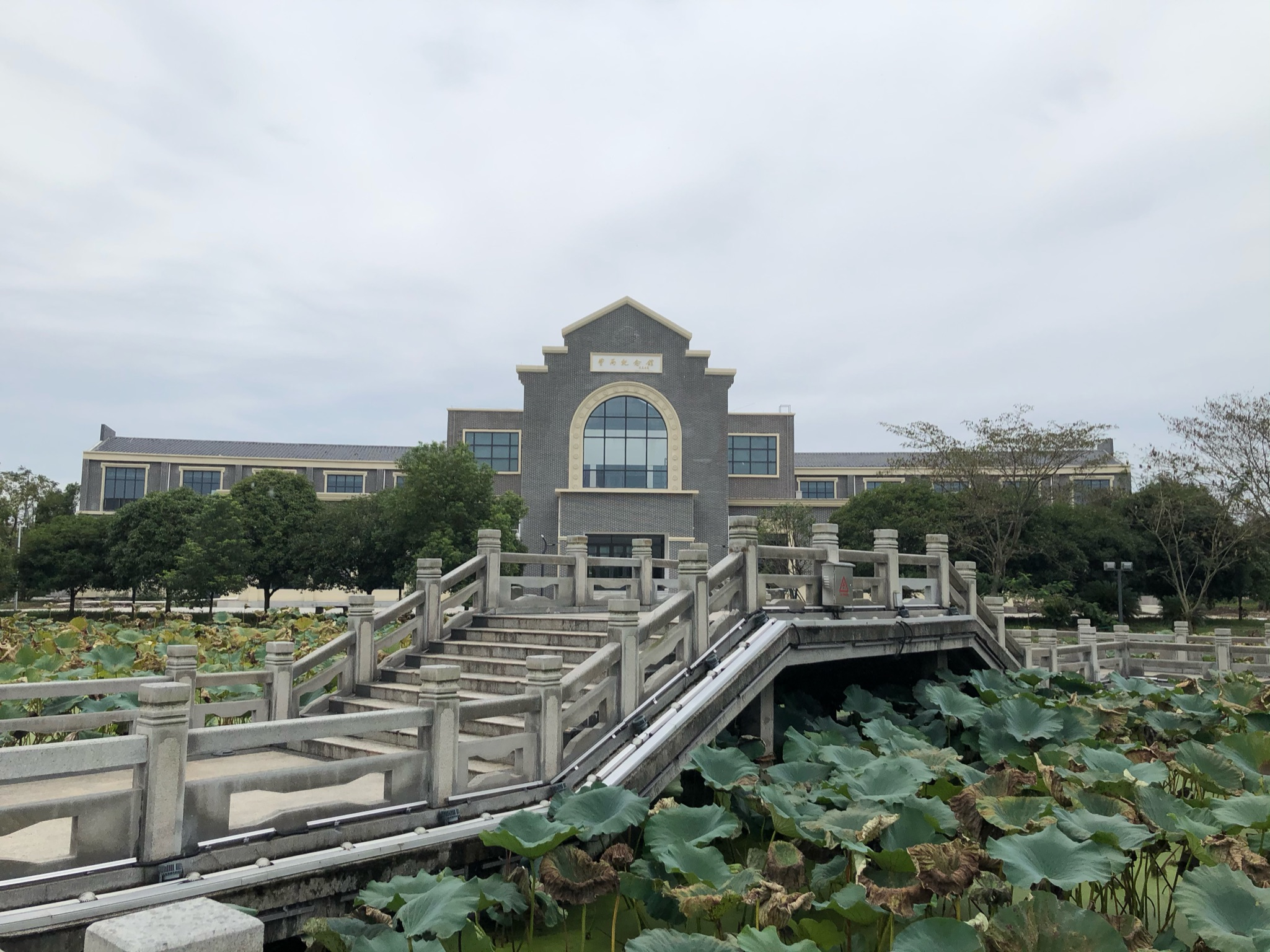
Parc Caoyu de Qianjiang

## Démographie
La population était de 998 525 habitants en 1999.

## Personnalités
- Cao Yu, écrivain.
- Du Mingxin (zh), écrivain
- Li Hanjun, communiste marxiste